# Fayetteville Flyers
I Fayetteville Flyers sono stati una franchigia di pallacanestro della GBA, con sede a Fayetteville, nella Carolina del Nord, attivi dal 1991 al 1992.
Uscirono in semifinale nel 1991-92, perdendo per 4-0 con i Greenville Spinners. Scomparvero l'anno successivo, dopo il fallimento della lega.

## Stagioni
| Stagione | Lega | Denominazione       | V  | P  | %    | Piazzamento | Play-off   |
| -------- | ---- | ------------------- | -- | -- | ---- | ----------- | ---------- |
| 1991-92  | GBA  | Fayetteville Flyers | 36 | 28 | 41,2 | 1º          | Semifinale |
| 1992-93  | GBA  | Fayetteville Flyers | 10 | 7  | 58,8 | 3º          | -          |